# فلجيرس
فِلْجَيْرَس أو (نقحرة: فيلجويراس) هي مدينة من مدن البرتغال. يبلغ عدد سكانها 58,065 نسمة وذلك حسب إحصائيات سنة 2011. تبلغ مساحتها 115.74 كم².

## أعلام
- بيدرو ميغيل أوليفيرا ألفيس
- داني باوتيستا
- إيغور أرواخو
- فريدريكو فيليبي تيكسيرا ريبيرو